# GB A 3/5 201–230
| GB A 3/5 201–230                                                         | GB A 3/5 201–230            | GB A 3/5 201–230            | GB A 3/5 201–230            |        |
| ------------------------------------------------------------------------ | --------------------------- | --------------------------- | --------------------------- | ------ |
| Bauartbezeichnung:                                                       | A 3/5                       | A 3/5                       | A 3/5                       |        |
| Dreizylinder-Verbundmaschine Nr. 201 Vierzylinder-Verbundlok Nr. 202–230 |                             |                             |                             |        |
| Nummerierung GB:                                                         | 201                         | 202                         | 203–230                     |        |
| Nummerierung SBB:                                                        | 901                         | 902                         | 903–930                     |        |
| Anzahl:                                                                  | 1                           | 1                           | 28                          |        |
| Hersteller:                                                              | SLM                         | SLM                         | SLM                         |        |
| Baujahr(e):                                                              | 1894                        | 1894                        | 1897–1905                   |        |
| Ausmusterung:                                                            | 1923–1927                   | 1923–1927                   | 1923–1927                   |        |
| Bauart:                                                                  | 2'C n3v                     | 2’C n4v                     | 2’C n4v                     |        |
| Spurweite:                                                               | 1435 mm (Normalspur)        | 1435 mm (Normalspur)        | 1435 mm (Normalspur)        |        |
| Länge über Puffer:                                                       | 16320 mm                    | 16320 mm                    | 16700–16710 mm              |        |
| Fester Radstand:                                                         | 3520 mm                     | 3520 mm                     | 3830 mm                     |        |
| Leermasse:                                                               | 59,5 t                      | 61,0 t                      | 57,3 t – 58,3 t             |        |
| Dienstmasse:                                                             | 66,5 t                      | 68,0 t                      | 63,7 t – 65,0 t             |        |
| Reibungsmasse:                                                           | 45,0 t                      | 45,0 t                      | 45,9 t – 46,8 t             |        |
| Radsatzfahrmasse:                                                        | 15,0 t                      | 15,0 t                      | 15,6 t                      |        |
| Höchstgeschwindigkeit:                                                   | 90 km/h                     | 90 km/h                     | 90 km/h                     |        |
| Treibraddurchmesser:                                                     | 1610 mm                     | 1610 mm                     | 1610 mm                     |        |
| Zylinderanzahl:                                                          | 3                           | 4                           | 4                           |        |
| ND-Zylinderdurchmesser:                                                  | 480 mm                      | 530 mm                      | 570–600 mm                  |        |
| HD-Zylinderdurchmesser:                                                  | 440 mm                      | 350 mm                      | 370 mm                      | 370 mm |
| Kolbenhub:                                                               | 600 mm                      | 600 mm                      | 600 mm                      |        |
| Kesselüberdruck:                                                         | 14 atm                      | 14 atm                      | 15 atm                      |        |
| Indizierte Leistung:                                                     | 1400 PS                     | 1400 PS                     | 1400 PS                     |        |
| Tender:                                                                  | 3-achsig                    | 3-achsig                    | 3-achsig                    |        |
| Wasservorrat:                                                            | 14,4 m³                     | 14,4 m³                     | 17,0 m³                     |        |
| Brennstoffvorrat:                                                        | 5 t                         | 5 t                         | 5 t                         |        |
| Bremse:                                                                  | Doppelte Westinghousebremse | Doppelte Westinghousebremse | Doppelte Westinghousebremse |        |
| Geschwindigkeitsmesser:                                                  | Klose                       | Klose                       | Klose                       |        |
| Typenskizze der letzten Teilserie Nr. 225–230                            |                             |                             |                             |        |

Die A 3/5 201–230 waren Nassdampf-Verbund-Schlepptenderlokomotiven der Gotthardbahn-Gesellschaft (GB), die von 1894 bis 1905 von der SLM geliefert wurden. Während die Prototyplokomotive 201 eine Dreizylinder-Verbundmaschine war, wurden der Prototyp Nr. 202 und die Serienlokomotiven als Vierzylinder-Verbundmaschinen Bauart de Glehn konstruiert. Bei den SBB erhielten die Schnellzugslokomotiven die Nummern 901–930.

## Vorgeschichte
Die Schnellzüge der Strecke Luzern–Chiasso wurden vor der Einführung der A 3/5 von Luzern bis Erstfeld mit verhältnismässig kleinen Tenderlokomotiven Ea 2/4 bespannt. Auf der Bergstrecke übernahmen kräftige, aber langsame Schlepptenderlokomotiven D 3/3 und D 4/4 die Beförderung der Schnellzüge. Wegen der Verkehrszunahme waren die Züge so schwer, dass sehr häufig Vorspannlokomotiven nötig waren.
Zur Verkürzung der Fahrzeit benötigte die Gotthardbahn eine starke Schnellzugslokomotive für den durchgehenden Durchlauf von Luzern nach Chiasso. Der neue Lokomotivtyp musste einen Schnellzug zwischen Luzern und Erstfeld mit 250 Tonnen und ab Erstfeld auf der Bergstrecke mit 140 Tonnen Anhängelast befördern können. Mit den neuen Maschinen sollten Vorspannleistungen, der Lokomotivwechsel in Erstfeld und Wasserfassen unterwegs überflüssig werden.

## Technik
Zur Erfüllung dieser Bedingungen war eine Schlepptenderlokomotive mit drei gekuppelten Achsen und einem grossen Kessel mit hohem Dampfdruck nötig. Zur Führung in den kurvenreichen Geleisen diente ein zweiachsiges vorderes Laufdrehgestell. Ein verhältnismässig kleiner Triebraddurchmesser sorgte für eine genügend hohe Zugkraft, liess aber auf Talstrecken eine Höchstgeschwindigkeit von 90 km/h zu. Die Gotthardbahn war die erste Bahngesellschaft in der Schweiz, die Maschinen in der Achsfolge 2’C beschaffte.

### Prototypen
Das Projekt wurde verschiedenen Lokomotivfabriken vorgelegt. Die Schweizerische Lokomotiv- und Maschinenfabrik (SLM) in Winterthur bekam zunächst den Auftrag, zwei Prototypen zu bauen, um für den geplanten Einsatz einen besser geeigneten Antrieb zu finden. Die dreizylindrige Maschine Nr. 201 arbeitete auf den Talstrecken im Verbund. Dabei wurde der dem Kessel entnommene Frischdampf zuerst dem in der Mitte angeordneten Hochdruckzylinder zugeführt. Dessen Abdampf gelangte danach in die beiden aussen liegenden Niederdruckzylinder. Die Kurbeln der Lokomotive waren um 120° versetzt, was ein ausserordentlich günstiges Kraftdiagramm ergab. Auf den steilen Rampen der Bergstrecke arbeiteten alle drei Zylinder mit Frischdampf. Die Maschine arbeitete nun nicht mehr so wirtschaftlich, hatte jedoch eine merklich höhere Zugkraft.
Bei der zweiten Versuchslokomotive Nr. 202 in der Bauart de Glehn arbeitete die aus zwei Hochdruck- und zwei Niederdruckzylindern bestehende Dampfmaschine ausschliesslich im Verbund. Es fand keine Umschaltung zwischen Tal- und Bergstrecke statt, wodurch sich der Aufbau der Lokomotive wesentlich vereinfachte. Bei schweren Anfahrten konnte auf kurzen Streckenabschnitten auch den beiden aussen montierten Niederdruckzylindern Frischdampf zugeführt werden, wodurch sich die Zugkraft kurzfristig vergrösserte.
Nach eingehenden Versuchen mit den beiden Prototypen fiel der Entscheid zugunsten der Vierzylindermaschine. Ihr Lauf mit vier statt drei Zylindern war ausgeglichener, wodurch das Kurbeltriebwerk weniger stark beansprucht wurde. Dank dem Verbundbetrieb auch auf der Bergstrecke arbeitete sie wirtschaftlicher.

### Beschreibung der Lokomotiven

Bild aus dem Typenblatt der A 3/5.

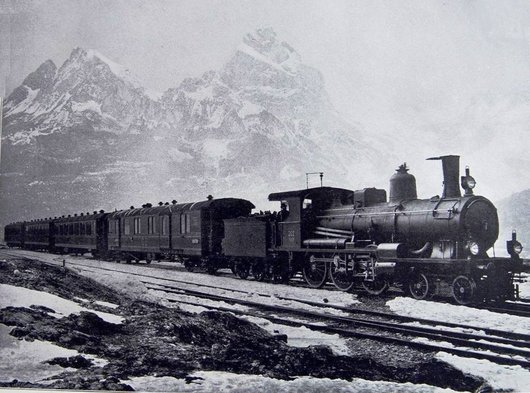
Ein Expresszug mit A 3/5 202 in Brunnen. Aufnahmen dieses Zuges in Brunnen wurden für zahlreiche Fotomontagen für Postkarten benutzt.

Der innenliegende Rahmen wurde aus 30 mm starken Blechtafeln hergestellt und war zusätzlich zu den beiden Stirnbalken versteift. Auf diesen Versteifungen war der Langkessel abgestützt.
Wegen des tief liegenden Kessels musste die Feuerbüchse zum Teil zwischen der zweiten und dritten Kuppelachse angeordnet werden. Die vordere Achse war als Triebachse des innen liegenden Hochdrucktriebwerks gekröpft. Sie trug zudem die nötigen Exzenter für die Heusingersteuerung. Die mittlere Achse war Triebachse der aussen liegenden Niederdruckzylinder. Sie bewegte mittels einer Gegenkurbel die Heusingersteuerungen der Niederdruckzylinder. Bei den vierzylindrigen Lokomotiven waren die Kurbeln der Hochdruck- und der Niederdruckzylinder unter sich um 135° versetzt. Wenn ausnahmsweise alle vier Zylinder mit direktem Dampf arbeiteten, waren die acht Abdampfschläge regelmässig verteilt, womit die Zugkraft gleichmässiger wurde.
An Stelle der bei Lokomotiven sonst üblichen Blattfedern wurden links und rechts der Achslager je eine Schraubenfeder verwendet. Man erhoffte sich von den Schraubenfedern einen angenehmen, weichen Lauf der Lokomotive. Die Federstützen der ersten und zweiten Triebachse waren über Ausgleichshebel miteinander verbunden. Die zwei vorderen Laufachsen waren in einem Drehgestell vereinigt, das gleich konstruiert war wie dasjenige der Schnellzugslokomotive A 2/4 der Jura–Simplon-Bahn. Die Pfanne des Drehzapfens war in zwei Pendeln aufgehängt, so dass das Drehgestell außer der Drehbewegung auch eine kleine Seitenbewegung ausführen konnte.

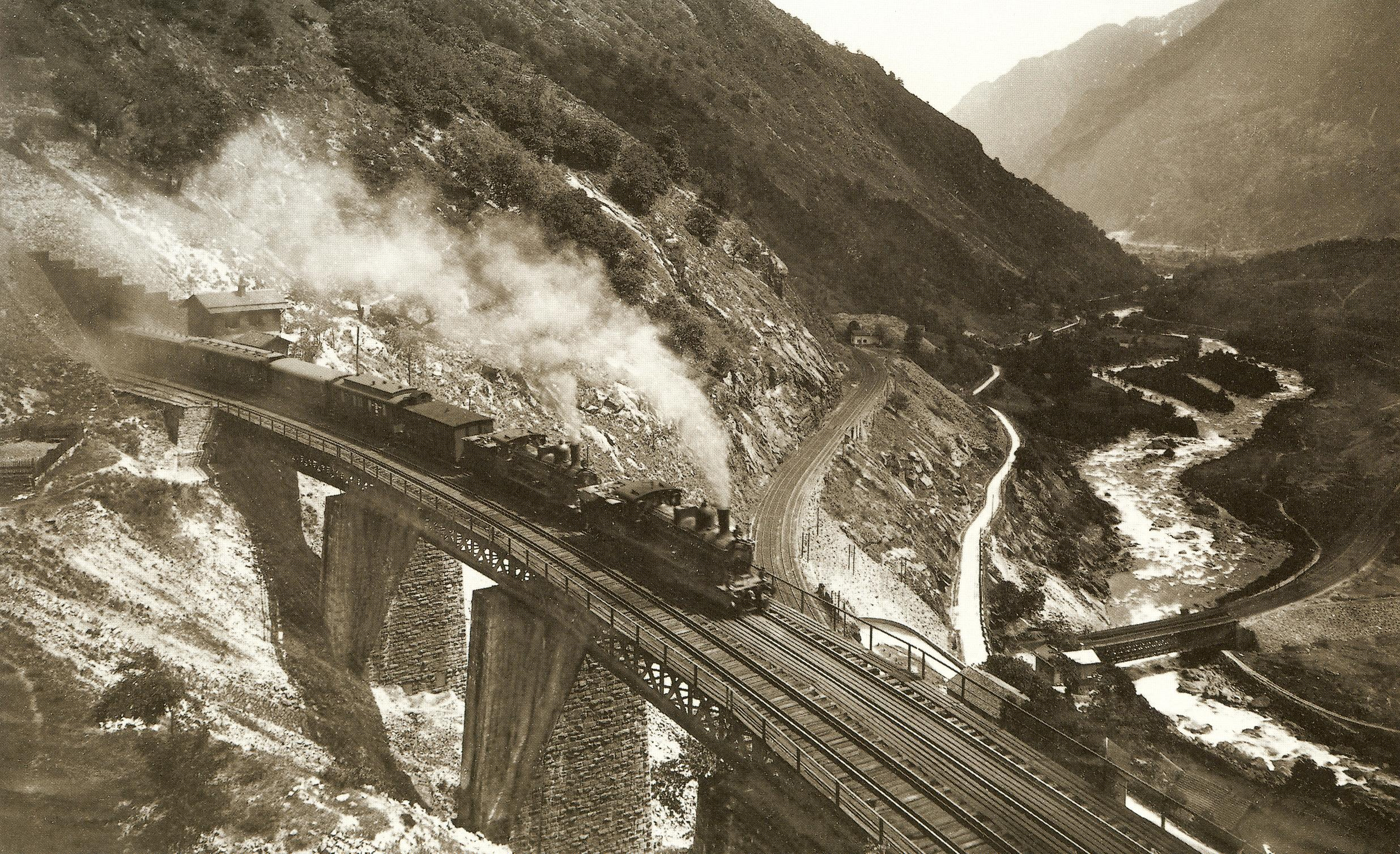
Ein bergwärts fahrender Schnellzug mit zwei Lokomotiven A 3/5 Nr. 201–230 verlässt den Pianotondo-Kehrtunnel und überquert das Pianotondo-Viadukt.

In den Kesseln der Prototypen konnte ein Druck von 14 atm erzeugt werden. Die Serienmaschinen waren für einen etwas höheren Kesseldruck von 15 atm ausgelegt. Vier Sicherheitsventile waren auf dem Dampfdom und über der Feuerbüchse montiert. Die Dampfentnahmen für die Pfeife, die drei Injektoren, das Manometer, die Luftpumpe der Bremse und die Dampfheizung waren an einem gemeinschaftlichen Stutzen im Führerstand über der Feuerbüchse befestigt. Die Niederdruckzylinder lagen ausserhalb der Rahmen zwischen der hintern Laufachse und der vorderen Triebachse, während der bzw. die Hochdruckzylinder zwischen dem Rahmen über dem Drehpunkt des Vordergestells eingebaut wurden. Die Maschinen waren, wie die übrigen Lokomotiven der Gotthardbahn, mit Gegendruckbremse ausgerüstet.
Der dreiachsige Tender war mit einer kräftigen Schraubenkupplung und zwei Noteisen an die Lokomotive gekuppelt. Die mittlere Achse konnte sich zur Verbesserung des Kurvenlaufs seitlich verschieben. Der hufeisenförmig gebaute Wasserkasten war in reduzierter Höhe unter dem für das Brennmaterial bestimmten Teil durchgezogen. Die Federung der Achsen wurde oberhalb der Achslager angeordnet und bestand im Gegensatz zu der der Lokomotive aus Blattfedern.
Die Westinghouse-Druckluftbremse und die Regulierbremse wirkten ausser auf die Tenderräder auch auf die zwei hinteren Treibachsen. Die Lokomotiven waren zudem mit Friedmann-Schmierapparaten für Schieber und Kolben, Brüggemann-Sandstreueinrichtungen zum Betrieb mit Druckluft, Dampfheizung und Geschwindigkeitsmesser System Klose ausgerüstet.

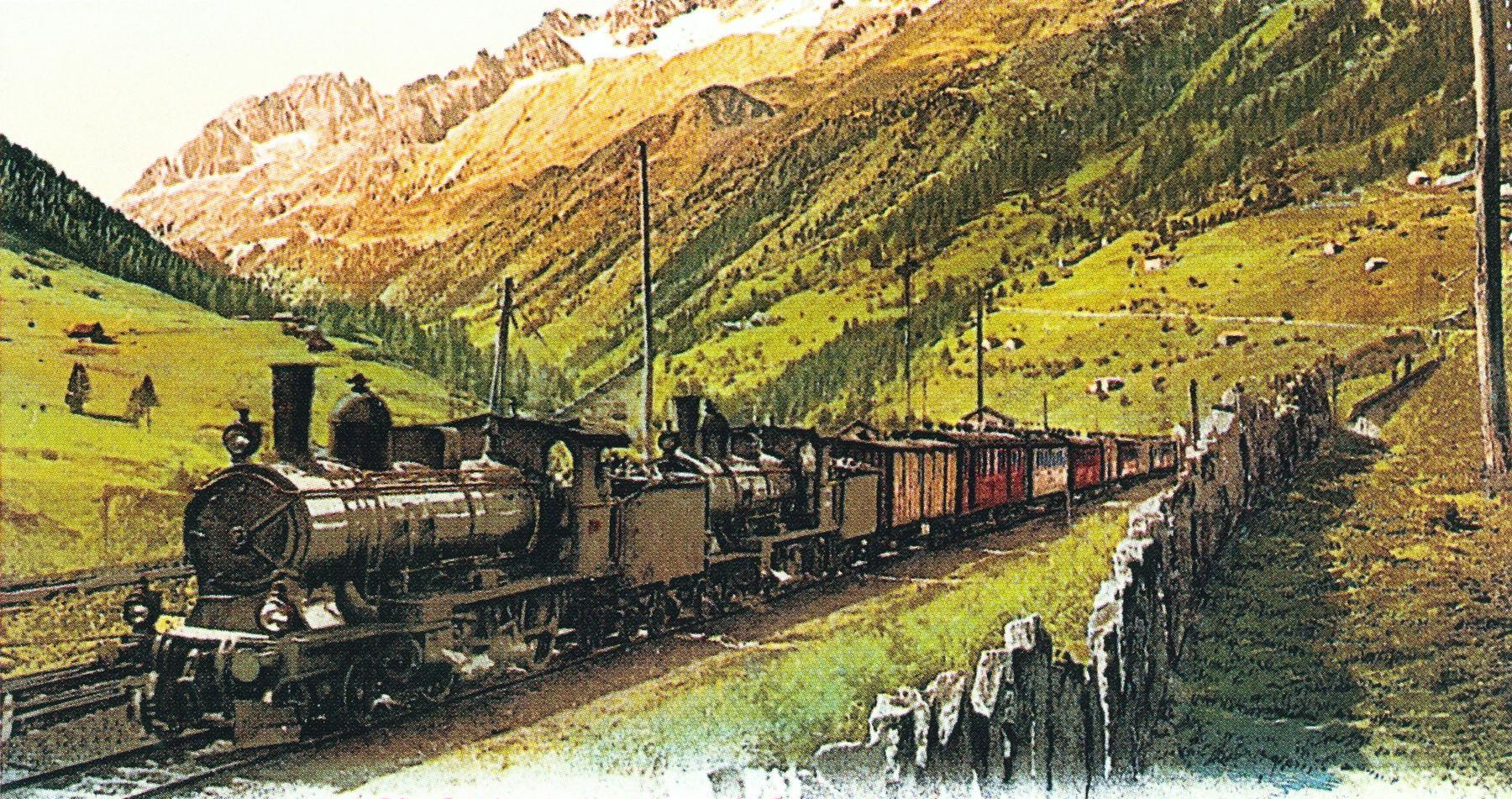
Schnellzug mit zwei Lokomotiven A 3/5 Nr. 201–230 unterhalb Airolo

Die für die damalige Zeit sehr grossen Maschinen waren eine technische Meisterleistung. Hervorragend waren die ausgesprochen guten Laufeigenschaften der Lokomotive und ihre grosse Leistung. Nummer 202 wurde 1896 an der Landesausstellung in Genf, Nummer 228 im Jahr 1906 an der Weltausstellung in Mailand ausgestellt.

### Umbauten
Die Schraubenfedern wurden durch Blattfedern ersetzt, weil sie mit ihrer kurzen Schwingungsdauer zur Beeinträchtigung der Zugkraftübertragung führten. Ab 1899 wurde bei der Gotthardbahn die Drehgestellbremse eingeführt. Die noch nicht damit ausgerüsteten älteren Lokomotiven wurden nachgerüstet, so dass letztlich alle A 3/5 über diese Bremse verfügten. Da sich der Wasservorrat des Tenders als knapp erwiesen hatte, wurden die Wasserkästen der Tender umgebaut und auf 17 m³ vergrössert.
1904 baute man bei der Lokomotive Nummer 222 versuchsweise Pumpen zur Schmierung der Achslager ein. Sie bewährten sich so gut, dass zwei Jahre später auch die anderen Lokomotiven damit ausgerüstet wurden. Die Lokomotiven 225 bis 230 erhielten schliesslich Überhitzer Bauart Schmidt. Nach dem Eisenbahnunfall von Bellinzona wurden die mit Calciumcarbid betriebenen Gaslampen verboten und durch Petroleumlampen ersetzt.
| GB- Nummer | SBB- Nummer | Fabrik- nummer | Baujahr | Hersteller | 2. Kessel | Überhitzer Typ Schmidt | Ausrangiert |
| ---------- | ----------- | -------------- | ------- | ---------- | --------- | ---------------------- | ----------- |
| 201        | 901         | 877            | 1894    | SLM        | –         | –                      | 1923        |
| 202        | 902         | 878            | 1894    | SLM        | –         | –                      | 1924        |
| 203        | 903         | 1025           | 1897    | SLM        | –         | –                      | 1924        |
| 204        | 904         | 1026           | 1897    | SLM        | –         | –                      | 1926        |
| 205        | 905         | 1027           | 1897    | SLM        | –         | –                      | 1925        |
| 206        | 906         | 1028           | 1897    | SLM        | –         | –                      | 1925        |
| 207        | 907         | 1029           | 1897    | SLM        | –         | –                      | 1926        |
| 208        | 908         | 1030           | 1897    | SLM        | –         | –                      | 1927        |
| 209        | 909         | 1031           | 1897    | SLM        | –         | –                      | 1925        |
| 210        | 910         | 1032           | 1897    | SLM        | –         | –                      | 1925        |
| 211        | 911         | 1123           | 1898    | SLM        | –         | –                      | 1925        |
| 212        | 912         | 1124           | 1898    | SLM        | –         | –                      | 1925        |
| 213        | 913         | 1125           | 1898    | SLM        | –         | –                      | 1925        |
| 214        | 914         | 1126           | 1898    | SLM        | 1909      | –                      | 1925        |
| 215        | 915         | 1127           | 1898    | SLM        | –         | –                      | 1925        |
| 216        | 916         | 1128           | 1898    | SLM        | –         | –                      | 1925        |
| 217        | 917         | 1129           | 1898    | SLM        | –         | –                      | 1925        |
| 218        | 918         | 1130           | 1898    | SLM        | –         | –                      | 1925        |
| 219        | 919         | 1131           | 1898    | SLM        | –         | –                      | 1925        |
| 220        | 920         | 1132           | 1898    | SLM        | –         | –                      | 1925        |
| 221        | 921         | 1411           | 1902    | SLM        | –         | –                      | 1925        |
| 222        | 922         | 1412           | 1902    | SLM        | –         | –                      | 1925        |
| 223        | 923         | 1413           | 1902    | SLM        | –         | –                      | 1925        |
| 224        | 924         | 1414           | 1902    | SLM        | –         | –                      | 1925        |
| 225        | 925         | 1659           | 1905    | SLM        | –         | 1917                   | 1926        |
| 226        | 926         | 1660           | 1905    | SLM        | –         | 1917                   | 1926        |
| 227        | 927         | 1661           | 1905    | SLM        | –         | 1917                   | 1926        |
| 228        | 928         | 1662           | 1905    | SLM        | –         | 1917                   | 1926        |
| 229        | 929         | 1663           | 1905    | SLM        | –         | 1905 1917              | 1926        |
| 230        | 930         | 1664           | 1905    | SLM        | –         | 1917                   | 1926        |

1. ↑  Überhitzer Typ Pielock

## Betriebseinsatz

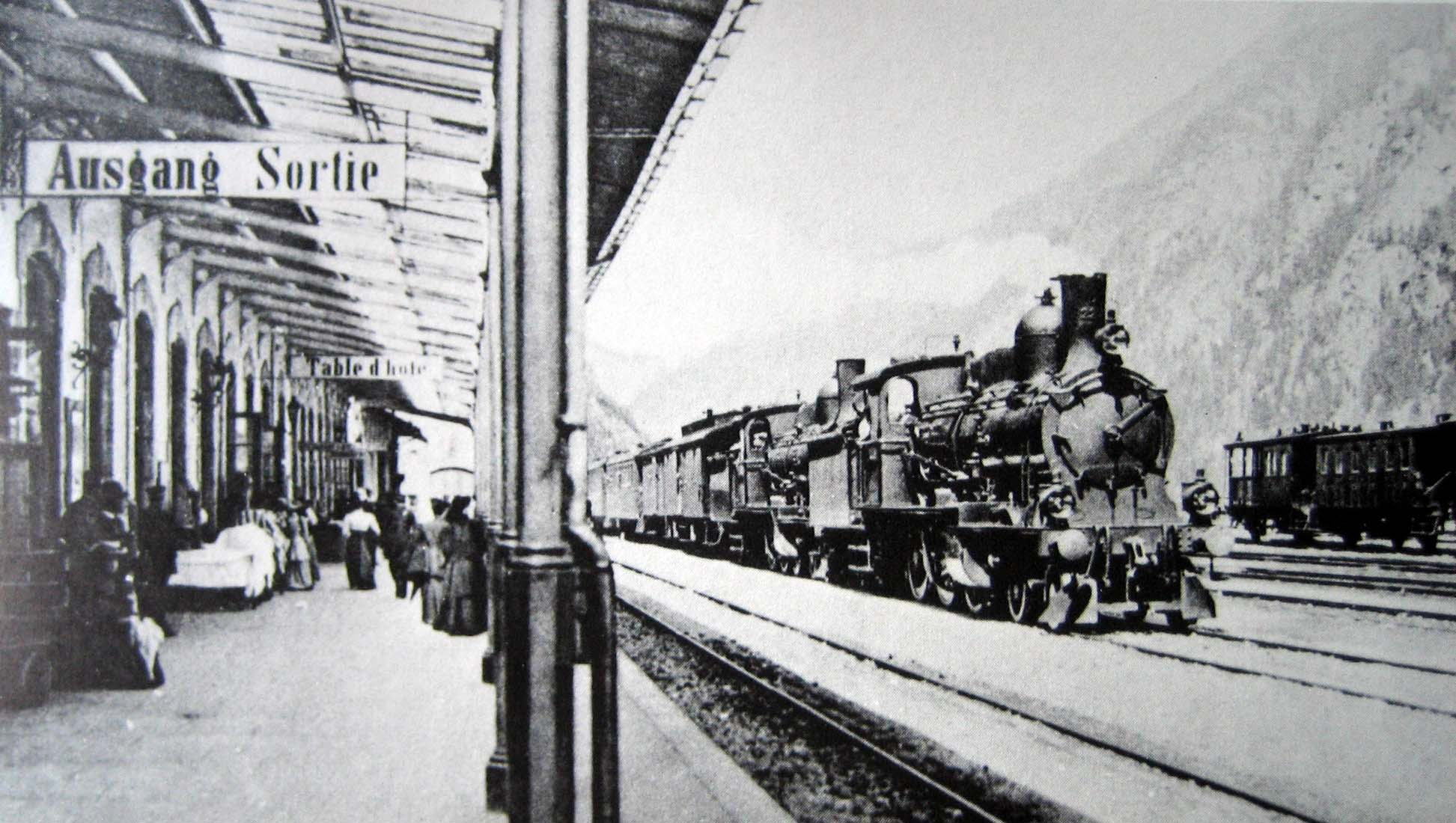
Soeben in Göschenen eingefahrener Schnellzug mit zwei A 3/5. Die Vorspannlokomotive wird in Kürze weggestellt.

Die Einführung der A 3/5 ermöglichte es, die Reisezeit von Luzern nach Chiasso erheblich zu verkürzen. Dank der grossen Leistung der Maschine konnte ein zusätzlicher Speisewagen mitgeführt und der Verpflegungshalt in Göschenen verkürzt werden. Die A 3/5 vermochten im Flachland 320 Tonnen bei einer Geschwindigkeit von 50 km/h zu befördern. Die Anhängelast für die Bergfahrt bei 40 km/h wurde von 140 auf 120 Tonnen reduziert, um das Ergänzen von Betriebsstoffen unterwegs zu verringern und das Einholen von Verspätungen zu erleichtern. Für Vorspannleistungen verwendete man zunächst eine weitere gleiche Lokomotive, später kamen dazu die noch etwas grösseren C 4/5 zum Einsatz. Die anpassungsfähigen Schnellzugslokomotiven konnten auch vor Güterzügen beobachtet werden.
Im Jahre 1909 wurde die Gotthardbahn-Gesellschaft verstaatlicht und die A 3/5 kamen zu den SBB, wo sie die Nummern 901 bis 930 erhielten. Sie wurden dem SBB-Kreis V zugeteilt. Für den Unterhalt war weiterhin die Werkstätte Bellinzona zuständig.
Als 1920 auf der Gotthardstrecke der elektrische Betrieb aufgenommen wurde, hatten die SBB für die A 3/5 kein geeignetes Einsatzgebiet mehr. Ihre Höchstgeschwindigkeit war mit 90 km/h geringer als die der anderen A 3/5-Schnellzuglokomotiven der SBB. In den Jahren 1923 bis 1927 wurden die Lokomotiven aus dem Betrieb genommen und verschrottet.